# حاجی‌اوغلو (بایبورد)
حاجی‌اوغلو {{ترکی|Hacıoğlu) (به ارمنی: Հաջիօղլի) (به کردی: Hacîoxlî) یک منطقهٔ مسکونی در ترکیه است که در بایبورد واقع شده‌است. حاجی‌اوغلو ۸۷ نفر جمعیت دارد.